# 프로토셀
프로토셀(protocell) 또는 프로토비온트(protobiont), 원세포는 생명이 탄생하는 동안 세포의 기초적인 전구체로 제안된 자기조직화되고 내생적으로 정렬된 구형 지질 (생물학) 모음이다. 진화의 핵심 질문은 단순한 프로토셀이 어떻게 처음 발생했는지, 그리고 그 자손이 어떻게 다양화하여 시간이 지남에 따라 새로운 생물학적 출현이 축적될 수 있었는지(즉, 생물학적 진화)이다. 기능성 프로토셀은 아직 실험실 환경에서 달성되지 않았지만 프로세스를 이해하려는 목표는 달성 가능한 것으로 보인다.
프로토셀은 자연 발생의 전 세포이며, 리보자임과 같은 단순한 생물학적 관련 분자로 구성되어 있고 단순한 막 구조로 캡슐화되어 환경 및 다른 개체로부터 독립체를 격리하는 단순한 지방산, 광물 구조 또는 암석 기공 구조로 구성되어 있는 것으로 생각되는 봉쇄된 시스템이다.

## 같이 보기
- 생명의 기원
- 인공 세포
- 창발
- 모든 생물의 공통 조상
- 판스페르미아설
- RNA 세계
- 합성생물학